# Arif Suyono
Arif Suyono (sinh ra ở Batu, Malang, East Java, 3 tháng 1 năm 1984) là một cầu thủ bóng đá người Indonesia, có biệt danh là Keceng, dựa theo ngoại hình gầy gộc của anh. Anh hiện tại thi đấu ở vị trí tiền vệ cho Mitra Kukar F.C. ở Liga 1.

## Sự nghiệp
Trước khi thi đấu ở Mitra Kukar, anh thi đấu ở Sriwijaya, Arema Indonesia và Persema Malang. Anh là một trong những cầu thủ Indonesia thi đấu ở vị trí tiền vệ cánh. Trước sự nghiệp ở đội tuyển quốc gia, anh cũng từng thi đấu cho U-19 và U-23 quốc gia tại Đại hội Thể thao Đông Nam Á 2007.
Anh nằm trong đội hình thi đấu squad cho Arema Malang ở Piala Indonesia trong 2 năm liên tiếp, 2005 và 2006.

## Bàn thắng quốc tế
| # | Thời gian           | Địa điểm                                           | Đối thủ  | Bàn thắng | Kết quả | Giải đấu                        |
| - | ------------------- | -------------------------------------------------- | -------- | --------- | ------- | ------------------------------- |
| 1 | 25 tháng 8 năm 2008 | Sân vận động Gelora Bung Karno, Jakarta, Indonesia | Myanmar  | 1-0       | 4–0     | 2008 Indonesia Independence Cup |
| 2 | 25 tháng 8 năm 2008 | Sân vận động Gelora Bung Karno, Jakarta, Indonesia | Myanmar  | 2-0       | 4–0     | 2008 Indonesia Independence Cup |
| 3 | 1 tháng 12 năm 2010 | Sân vận động Gelora Bung Karno, Jakarta, Indonesia | Malaysia | 4-1       | 5–1     | 2010 AFF Suzuki Cup             |
| 4 | 4 tháng 12 năm 2010 | Sân vận động Gelora Bung Karno, Jakarta, Indonesia | Lào      | 0-5       | 0–6     | 2010 AFF Suzuki Cup             |

## Danh hiệu

### Danh hiệu câu lạc bộ
Arema Malang
- Copa Indonesia (2): 2005, 2006

Sriwijaya
- Piala Indonesia (1): 2010

### Danh hiệu quốc gia
Indonesia
- Indonesian Independence Cup (1): 2008
- AFF Championship Á quân (1): 2010